# Ctimene velata
Ctimene velata är en fjärilsart som beskrevs av W. Warren 1906. Ctimene velata ingår i släktet Ctimene och familjen mätare. Inga underarter finns listade i Catalogue of Life.